# Berimundo
Berimundo (em latim: Berimundus), Berismundo (Berismundus) e Beremudo (Beremudus) foi, segundo a Gética de Jordanes, um nobre ostrogótico ativo no século V, membro da dinastia dos Amalos. Era filho do rei Torismundo e neto do rei Hunimundo, o Jovem. Segundo Peter Heather, provavelmente não teria pertencido a dinastia, tendo sido incluído nela como forma de reconciliar as dinastias góticas em conflito no período (ver Valamiro).
Em 427, Berismundo abandonou os ostrogodos, à época sob domínio huno, e partiu com seu filho Veterico para o Reino Visigótico. Para Heather, sua partida deveu-se ao fato dele não reconhecer a suserania de Valamiro. Ao dirigir-se para a capital Tolosa pensou ser capaz de reclamar o trono para si em sucessão ao falecido Vália (r. 415–418), porém, ao perceber quão perigoso seria revelar-se um pretendente ao trono, preferiu esconder sua ascendência e tornar-se-ia um dos conselheiros do rei Teodorico I (r. 418–451).